# Saint-Georges-le-Gaultier
Saint-Georges-le-Gaultier is een gemeente in het Franse departement Sarthe (regio Pays de la Loire) en telt 538 inwoners (1999). De plaats maakt deel uit van het arrondissement Mamers.

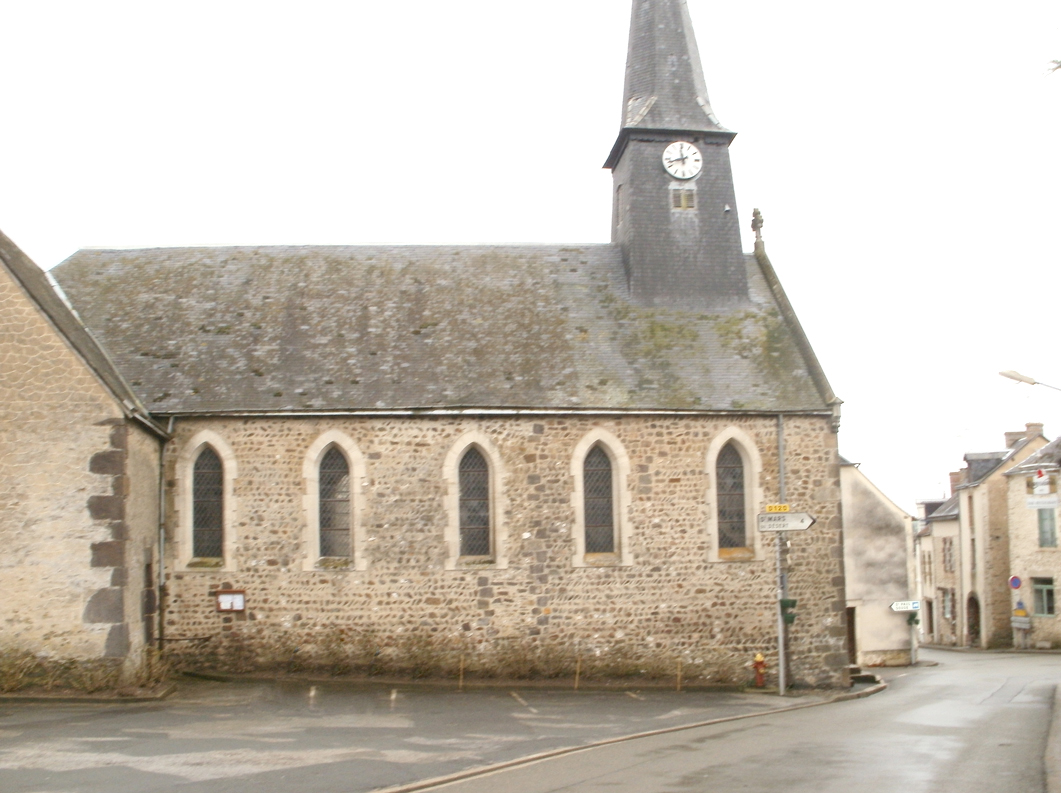
Kerk van Saint-Georges-le-Gaultier
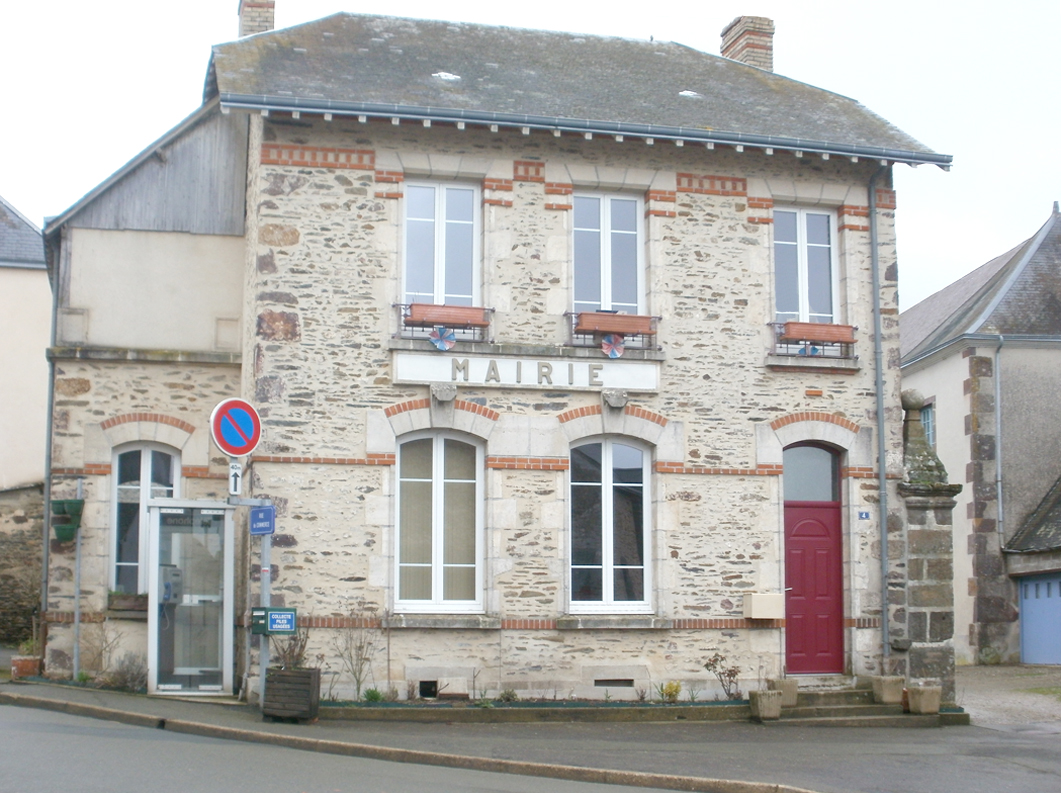
Gemeentehuis

## Geografie
De oppervlakte van Saint-Georges-le-Gaultier bedraagt 23,0 km², de bevolkingsdichtheid is 23,4 inwoners per km².
De onderstaande kaart toont de ligging van Saint-Georges-le-Gaultier met de belangrijkste infrastructuur en aangrenzende gemeenten.

## Demografie
Onderstaande figuur toont het verloop van het inwonertal (bron: INSEE-tellingen).

1. ↑  Populations de référence 2022.